# Pablo Leiro Murdoch
Pablo Leiro Murdoch (Asunción, 1 de diciembre de 1971) es un velerista, dirigente deportivo e ingeniero agrónomo paraguayo-español. Actualmente ocupa el cargo de presidente de la Confederación Sudamericana de Vela.

## Primeros años y educación
Nació en Asunción, República del Paraguay, el 1 de diciembre de 1971. Hijo de Juan José Leiro Rodríguez y Myriam Murdoch, cursó sus estudios primarios y secundarios en el Colegio San José de la ciudad capital. Aficionado al velerismo desde muy joven, ha participado de varias competencias a lo largo de su vida.
Estudió agronomía en la Universidad Nacional de Asunción, obteniendo el título de Ingeniero Agrónomo. Luego hizo una maestría en la Universidad Nacional de Mar del Plata, obteniendo el título de Magister en Producción Animal.

## Trayectoria como dirigente

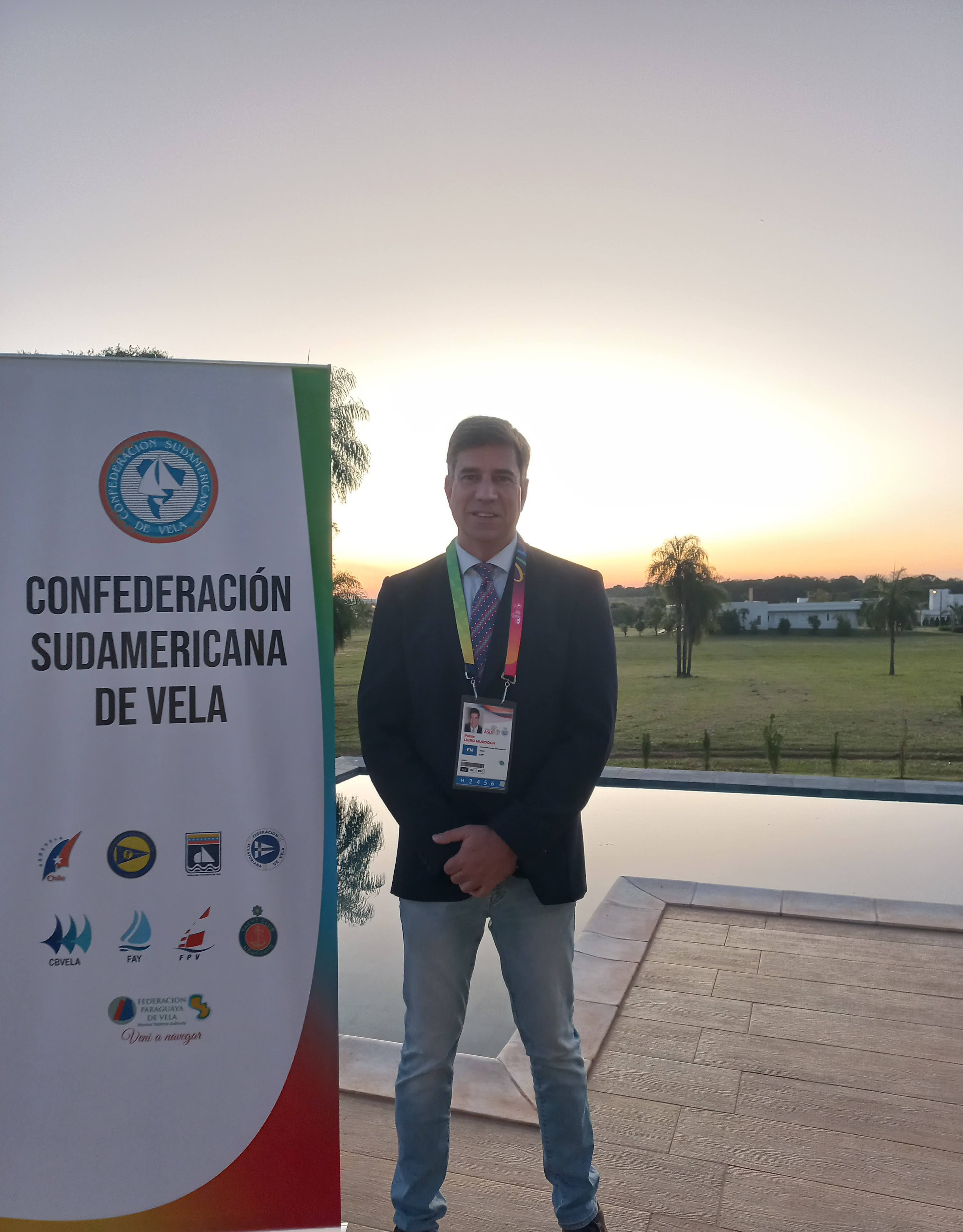
Pablo Leiro. Presidente de la Confederación Sudamericana de Vela.

Se inició como secretario del Yacht Club Ypacarai en el 2009, pasó a ocupar el puesto de vicecomodoro en el 2011 y comodoro del 2013 al 2015. Ese mismo año, fue designado secretario de la Federación Paraguaya de Vela, cargo que ocuparía hasta el 2017.
En el año 2017, fue escogido como presidente de la Federación Paraguaya de Vela durante el periodo 2017 al 2021. De igual forma, en 2018, pasaría a formar parte del Comité Olímpico Paraguayo para el periodo año 2018 al 2022.
Actualmente es miembro, además, de la Cofradía Europea de la Vela desde el 2014 y del Comité de Juegos Regionales de la World Sailing desde el 2020 (también lo fue desde el 2012 hasta el 2016). Asimismo, Es secretario del Yacht Club Encarnación (Paraguay) desde el año 2018 hasta la actualidad.
El 4 de octubre de 2022, en una asamblea en la cual participaron todas las federaciones de vela del continente sudamericano, Pablo Leiro fue elegido como presidente de la Confederación Sudamericana de Vela de forma unánime, cargo que ocupará hasta el año 2026.